# Torre Nuova (Carpenedolo)
La Torre Nuova, detta anche Campanile di Carpenedolo, è una torre campanaria ubicata a Carpenedolo, in provincia di Brescia.

## Storia e descrizione
La torre, tra le più alte della provincia (66 m.), sorge tra via De Amicis e via Baronchelli e venne edificata a partire dal 1726, in sostituzione della precedente, demolita nel 1720 perché pericolante, su progetto dell'architetto Paolo Soratini. L'opera venne terminata nel 1743. Nel 1952 vennero collocate nove campane. Il 4 maggio 1975 la cupola in Bronzo venne colpita da un fulmine e sostituita l'anno dopo nella forma originaria dall'architetto bresciano Ruggero Boschi. 
A metà altezza e sopra l'orologio (del 1884) è collocata in una nicchia rivolta verso la chiesa di San Giovanni Battista, spicca la statua di San Bartolomeo.
Nel 2009 la torre campanaria è stata oggetto di un importante restauro.